# 902

## Догађаји
- 13. децембар — Битка код Холма: Дански Викинзи под Етелволдом наносе пораз англосаксонској војсци. Етелволд је убијен, чиме је окончана његова побуна против краља Едварда Старијег.
- Нордијци су протерани из Даблина. Након кратког продора у Сејсилуг (Велс), група, под викиншким лордом Ингимундром, настанила се у Виралу уз сагласност леди Етелфлед од Мерсије.

- Адалберт II, маркгроф Тоскане, устаје против цара Луја III („Слепог“). Он помаже свргнутом краљу Беренгару I да поврати Краљевину Италију. Луј III је приморан да абдицира са ломбардског престола и бежи у Провансу, приморан да обећа да се никада неће вратити у Италију.
- Абу Абас Абдалах, освајач Ређо Калабрије, враћа се са Сицилије и наслеђује свог оца Ибрахима II на месту Аглабидског емира Ифрикије.
- Ибрахим II искрцава се са експедиционим снагама Аглабида у Трапанију и наставља за Палермо. Он разбија ојачану византијску војску код Ђардинија.
- 1. август – Таормину, последње византијско упориште на Сицилији, заузела је Аглабидска војска. После скоро 75 година, цела Сицилија је у рукама Аглабида.
- 23. октобар – Ибрахим II умире од дизентерије у капели близу Козенце. Његов унук, Зијадат Алах, преузима војску, али повлачи опсаду.
- Зима – Балеарска острва осваја Емират Кордоба. Маври унапређују пољопривреду наводњавањем на острвима.
- 13. децембар – Битка код Холма: Англосаксонска војска је поражена од данских Викинга под Етелволдом (сином Етелреда) код Холма. Етхелволд је убијен, окончавајући његову побуну против краља Едварда Старијег.
- Зима – Нордијци су протерани из Даблина. После кратког продора у Сејсилвг (Велс), група, под викиншким лордом Ингимундром, настанила се у Виралу уз сагласност лејди Етелфлед од Мерсије.
- 5. април – Калиф Ал-Мутадид умире у Багдаду након десетогодишње владавине. Вероватно отрованог у интриги око палате, наследио га је најстарији син Ал-Муктафи на месту владара Абасидског калифата.
- Племе Кутама под Абу Абдаллахом ал-Шијем побунило се против Аглабида. Он започиње кампању и шаље позив Фатимидском духовном вођи Убајду Алаху ал-Махди Билаху да га подржи.
- Маварски андалузијски трговци су основали трговачко насеље (тзв. емпориум) у Орану (савремени Алжир).
- Пролеће – Цар Зхао Зонг именује Јанг Ксингмија за генералног команданта источних кругова у Кини. Добија титулу принца Вуџонга од Вуа.
- Краљевина Нанзхао у источној Азији је збачена, а затим три династије у брзом низу, пре успостављања Краљевине Далија 937. године.